# Team Barloworld/2004
Deze pagina geeft een overzicht van de wielerploeg Team Barloworld-Bianchi in 2004.

## Renners
| Naam                             | Geboortedatum | Nationaliteit | Ploeg 2003    |
| -------------------------------- | ------------- | ------------- | ------------- |
| Stefan Adamsson                  | 03-01-1978    | Zweden        | Team Bianchi  |
| Francesco Bellotti               | 06-08-1979    | Italië        | Mercatone Uno |
| Ryan Cox                         | 09-04-1979    | Zuid-Afrika   |               |
| Enrico Degano                    | 11-03-1976    | Italië        | Mercatone Uno |
| David George                     | 23-02-1976    | Zuid-Afrika   |               |
| Rodney Green                     | 23-05-1974    | Zuid-Afrika   | Team HSBC     |
| Tiaan Kannemeyer                 | 14-12-1978    | Zuid-Afrika   |               |
| Darren Lill                      | 20-08-1982    | Zuid-Afrika   | Team HSBC     |
| Gabriele Missaglia (vanaf maart) | 24-07-1970    | Italië        | Lampre        |
| Andrea Moletta                   | 23-02-1979    | Italië        | Mercatone Uno |
| James Perry                      | 19-11-1979    | Zuid-Afrika   |               |
| Ivan Ravaioli                    | 01-11-1980    | Italië        | Mercatone Uno |
| Antonio Salomone (wielrenner)    | 31-08-1976    | Italië        | Elite-2       |
| Eddy Serri (vanaf 03.03)         | 24-11-1974    | Italië        | Mercatone Uno |
| Luca Solari                      | 02-10-1979    | Italië        | Mercatone Uno |
| Sean Sullivan                    | 08-08-1978    | Australië     |               |

2003 · 2004 · 2005 · 2006 · 2007 · 2008 · 2009